# Teracotona debilis
Teracotona debilis är en fjärilsart som beskrevs av Felder 1874. Teracotona debilis ingår i släktet Teracotona och familjen björnspinnare. Inga underarter finns listade i Catalogue of Life.